# Фатуллаев, Азим Икзамудинович
Азим Икзамудинович Фатулла́ев (7 июня 1986, Махачкала) — российский футболист, полузащитник.

## Карьера
Воспитанник махачкалинского спортинтерната начинал свою профессиональную карьеру в «Анжи».
Следующим его профессиональным клубом стал астраханский «Судостроитель».
С 2008 года Фатуллаев выступал за «Краснодар», а последние два сезона центральный полузащитник провёл в красноярском «Енисей».
18 июня 2013 года было объявлено о подписание контракта с футбольным клубом «Ростов». 2 августа того же года дебютировал в выездном матче против «Анжи», выйдя на замену на 88-й минуте матча вместо Гелора Каку Канга, дебютировал за дончан в Премьер-Лиге.
7 августа 2016 года вернулся в «Енисей».
19 февраля 2019 года на правах аренды перешёл в «Ротор».
После окончания карьеры стал тренером в академии клуба «Краснодар».

## Достижения
«Ростов»
- Обладатель Кубка России: 2013/14